# New Horizons in Physics Prize
Der New Horizons in Physics Prize ist ein jährlich seit 2012 vergebener Physikpreis, der von der Fundamental Physics Prize Foundation für jüngere Wissenschaftler vergeben wird. Er ist mit 100.000 Dollar dotiert. Daneben vergibt die Stiftung den Fundamental Physics Prize und den Physics Frontiers Prize.
Hinter der Stiftung steht der russische Unternehmer Juri Milner. Im Rat war auch der Physiker Steven Weinberg (2012), der aber nicht an der Preisträgerauswahl teilnimmt.

## Preisträger des New Horizons in Physics Prize
- 2013
  - Niklas Beisert für die Entwicklung mächtiger exakter Methoden zur Beschreibung quantisierter Eichtheorien und zugehöriger Stringtheorien.
  - Davide Gaiotto für weitreichende neue Einsichten in Dualität, Eichfeldtheorie und Geometrie, speziell für unerwartete Verbindungen von Theorien in verschiedenen Dimensionen.
  - Zohar Komargodski für seine Arbeiten zur Dynamik vierdimensionaler Feldtheorien und speziell für seinen Beweis (mit Adam Schwimmer) des lange offenen a-Theorems[1].
- 2014
  - Freddy Cachazo für die Aufdeckung zahlreicher den Streuamplituden in Eichtheorien und Gravitation zugrundeliegenden Strukturen.
  - Shiraz Naval Minwalla für seine Pionier-Beiträge zu Stringtheorie und Quantenfeldtheorie.
  - Vyacheslav Rychkov für die Entwicklung neuer Techniken in der konformen Feldtheorie.
- 2015
  - Sean Hartnoll, für die Anwendung holographischer Methoden zur Untersuchung stark interagierender Quantenmaterie.
  - Philip C. Schuster und Natalia Toro, für vereinfachte Modelle zur Suche nach neuer Physik am Large Hadron Collider und für experimentelle Suche nach dunklen Sektoren mittels hochintensiver Elektronenstrahlen.
  - Horacio Casini, Marina Huerta, Shinsei Ryū und Tadashi Takayanagi, für fundamentale Ideen zur Entropie in der Quantenfeldtheorie und Quantengravitation.
- 2016
  - B. Andrei Bernevig, Liang Fu und Xiao-Liang Qi für Beiträge zur theoretischen Festkörperphysik, insbesondere Anwendung der Topologie für die Eigenschaften neuer Materie-Phasen
  - Raphael Flauger und Leonardo Senatore für Beiträge zur theoretischen Kosmologie
  - Yuji Tachikawa für Untersuchungen über supersymmetrische Quantenfeldtheorien
- 2017
  - Asimina Arvanitaki, Peter W. Graham und Surjeet Rajendran für grundlegende Untersuchungen zu einem weiten Spektrum neuer Experimente in der Elementarteilchenphysik.
  - Simone Giombi und Xi Yin für Arbeiten zu Gravitation mit höherem Spin und deren holographische Verbindung zu einer neuen lösbaren Feldtheorie.
  - Frans Pretorius für Computersimulationen des Verschmelzens schwarzer Löcher.
- 2018
  - Christopher Hirata, für grundlegende Beiträge zum Verständnis der Bildung der ersten Galaxien im Universum und für die Schärfung und Anwendung der mächtigsten Werkzeuge der Präzisions-Kosmologie.
  - Andrea Young, für die Ko-Entwicklung der van der Waals Heterostrukturen und die neuen Quanten-Hall-Effekt-Phasen, die er damit entdeckte.
  - Douglas Stanford, für grundlegende neue Einsichten in das Quantenchaos und dessen Verhältnis zu Gravitation.
- 2019
  - Rana Adhikari (Caltech), Matthew Evans (MIT), Lisa Barsotti (MIT), für Forschungen zu gegenwärtigen und künftigen erdbasierten Gravitationswellendetektoren.
  - Aron C. Wall (Stanford), Daniel Harlow (MIT), Daniel Louis Jafferis (Harvard), für fundamentale Einsichten in Quanteninformation, Quantenfeldtheorie und Gravitation.
  - Brian Metzger (Columbia University), für die Vorhersage von elektromagnetischen Signalen von Neutronensternverschmelzungen und seine Führungsrolle im neuen Forschungsgebiet Multi-Messenger-Astronomie.
- 2020
  - Xie Chen, Lukasz Fidkowski, Michael Levin, Max Metlitski, für einschneidende Beiträge zum Verständnis topologischer Zustände von Materie und ihrer Verbindungen zueinander.
  - Jo Dunkley, Samaya Nissanke, Kendrick Smith, für die Entwicklung neuartiger Techniken, um Aussagen zur Grundlagenphysik aus astronomischen Daten zu gewinnen.
  - Simon Caron-Huot, Pedro Vieira, für grundlegende Beiträge zum Verständnis der Quantenfeldtheorie.
- 2021[2]
  - Tracy Slatyer, für wichtige Beiträge zur Teilchenastrophysik, von Modellen Dunkler Materie bis zur Entdeckung der Fermiblasen (Fermi bubbles)
  - Rouven Essig, Javier Tiffenberg, Tomer Volansky, Tien-Tien Yu, für die Entdeckung von Dunkler Materie im sub-GeV Bereich speziell in Hinblick auf das SENSEI-Experiment.
  - Ahmed Almheiri, Netta Engelhardt, Henry Maxfield, Geoff Penington, für die Berechnung des Quanteninformations-Inhalts eines Schwarzen Lochs und von dessen Strahlung.
- 2022[3]
  - Suchitra Sebastian, für elektronische und magnetische Messungen hoher Präzision die unser Verständnis von Hochtemperatursupraleitern und unkonventionellen Isolatoren stark verändert haben.
  - Alessandra Corsi, Gregg Hallinan, Mansi Manoj Kasliwal und Raffaella Margutti, für ihre Führungsrolle in der Grundlegung von elektromagnetischen Beobachtungen von Quellen von Gravitationswellen und in der Extraktion reichhaltiger Information aus der erten Beobachtung der Kollision zweier Neutronensterne.
  - Dominic Else, Vedika Khemani, Haruki Watanabe und Norman Y. Yao, für theoretische Pionierarbeit in der Beschreibung neuer Phasen von Quantenmaterie im Nichtgleichgewicht, einschließlich von Zeit-Kristallen (time crystals).
- 2023[4]
  - David Simmons-Duffin, für die Entwicklung analytischer und numerischer Techniken zur Untersuchung konformer Feldtheorien, einschließlich derjenigen, die den kritischen Punkt von Flüssigkeitsdampf und den supraflüssigen Phasenübergang beschreiben.
  - Anna Grassellino, für die Entdeckung wesentlicher Leistungsverbesserungen an supraleitenden Niob-Hochfrequenzhohlräumen mit Anwendungen, die von der Beschleunigerphysik bis hin zu Quantengeräten reichen.
  - Hannes Bernien, Manuel Endres, Adam M. Kaufman, Kang-Kuen Ni, Hannes Pichler, Jeff Thompson, für die Entwicklung optischer Pinzettenarrays zur Steuerung einzelner Atome für Anwendungen in der Quanteninformationswissenschaft, Metrologie und Molekularphysik.
- 2024
  - Til Birnstiel, Laura M. Pérez, Paola Pinilla, Nienke van der Marel for the prediction, discovery, and modeling of dust traps in young circumstellar disks, solving a long-standing problem in planet formation.
  - Mikhail Ivanov, Oliver Philcox, Marko Simonović for contributions to our understanding of the large-scale structure of the universe and the development of new tools to extract fundamental physics from galaxy surveys.
  - Michael Johnson, Alexandru Lupsasca for elucidating the sub-structure and universal characteristics of black hole photon rings, and their proposed detection by next-generation interferometric experiments.
- 2025
  - Sebastian Haffert, Rebecca Jensen-Clem, Maaike van Kooten for demonstrating new extreme adaptive optics techniques that will allow the direct detection of the smallest exoplanets.
  - Waseem Bakr for the realization of quantum gas microscopes for atoms and molecules, providing a microscopic view on correlations and transport in strongly interacting quantum systems.
  - Jeongwan Haah for the discovery of Haah's code, in which fractal conservation laws emerge, and other models bringing discrete mathematical structures to physics.